# Майклз, Трейси
Трейси Майклз (англ. Traci Michaelz; 5 мая 1974 — 13 июня 2008) — американский музыкант, больше всего известен как создатель и ударник голливудской глэм-панк группы Peppermint Creeps (1997—2008).
Также в прошлом участник и создатель таких групп как Heart Throb Mob, Candy Apple Queenz, Glamvestite Vampires, Tragedy, Velvet Dog, Pretty Boy Floyd, Total Chaos .

## Peppermint Creeps
Peppermint Creeps образовались 1997 году в Голливуде, в их состав входили гитарист Мэйси Малоун , басист Кари Эш из Канады и барабанщик Трейси Майклз из США.
По началу своей карьеры работали в студии над демо-треками и выступали в андеграунд-клубах Калифорнии. Билли Фокс вскоре покинул группу по семейным обстоятельствам, обязанности вокалиста возложил на себя Мэйси Малоун и уже как трио The Peppermint Creeps записали студийный E.P. «CreE.P.show», спродюсированный Рэнди Кастилло (барабанщик Motley Crue и Ozzy Osbourne), партии клавишных записал Тедди «Зиг-Заг» Андрэдэс из Guns 'n' Roses. В 2001 году к группе присоединился гитарист группы Psycho Gypsy — Эдди Электра. В 2002 году Creeps выпускают дебютный «полнометражный» альбом Animatron X и отправляются в первый гастрольный туp. Яркая косметика, детально разработанные флуоресцентные концертные костюмы, зеленые, красные волосы, светящиеся в ультрафиолете, и мощный звук приносят команде успех и популярность не только в США, но и в Европе. В 2003 году уходит Кари Эш, и Эдди Электра переключается на бас, а позже в 2006 году Электра заявил о желании начать сольную карьеру, его заменяет Билли Блэйд. В 2007 году P.C. записывают великолепный трибьют-альбом Cover Up. Альбом включает в себя каверы на хиты Mадонны Cherish, битловской She Loves You и незабвенный хит Bay City Rollers — Rock 'n Roll Love Letter.

## Смерть
13 июня 2008 года, в пятницу утром, скончался от печеночной недостаточности во время музыкального тура в Техасе.
Похоронен на кладбище Hollywood Forever.

## Личная жизнь
Был женат, есть две дочери

## Дискография

### Peppermint Creeps
| Год  | Название                         | US |
| ---- | -------------------------------- | -- |
| 2002 | Animatron X                      |    |
| 2005 | We Are the Weirdos               |    |
| 2007 | Cover Up                         |    |
| 2009 | In Hell                          |    |
| 2010 | Greatest Misses «Live» 1998—2009 |    |

### Heart Throb Mob[7]
| Год  | Название           | US |
| ---- | ------------------ | -- |
| 1993 | Melody Madness(EP) |    |
| 1993 | Hit List           |    |
| 1995 | Heart Out          |    |
|      | Unreleased Demos   |    |

### Candy Apple Queenz
- Demo (1993)[8]

### Glamvestite Vampirez
- Demos (1997)[9]